# Дејан Богуновић
Дејан Богуновић (Осијек, 13. маја 1981) бивши је српски фудбалски голман.

## Каријера
Дејан Богуновић је прошао све репрезентативне узрасте, док је 2002. године био члан младе репрезентације Србије и Црне Горе. Рођен је у Осијеку, а своју професионалну фудбалску каријеру започео је у Новом Саду, где је неколико година наступао за први тим истоименог клуба. Касније је отишао у јужноафрички град Питермарицбург и потписао за тамошњи Марицбург јунајтед. По повратку у Србију, Богуновић је неко време провео као члан Младеновца, док је потом постао члан зрењанинског Баната. Након истека уговора са Банатом, Богуновић је као слободан играч прешао у редове горњомилановачког Металца. Лета 2011, Богуновић се вратио у Нови Сад, те потписао за Пролетер. Касније је бранио за ОФК Бачку из Бачке Паланке, а са том екипом је освојио Бачку зону за сезону 2012/13. Следеће сезоне, по други пут у својој каријери приступио је зрењанинском Банату. Године 2014, Богуновић се прикључио новосадском зонашу Борцу са Клисе. Такође, Богуновић је наступао и за Хадук у такмичењима петог и четвртог степена фудбалског такмичења у Србији. Пред крај летњег прелазног рока 2017, Богуновић се званично регистровао за Пролетер из Новог Сада, у ком је претходно обављао улогу члана стручног штаба. Са Пролетером је изборио пласман у Суперлигу Србије, као првопласираним тимом Прве лиге за сезону 2017/18.

## Трофеји и награде

### Екипно
Бачка Бачка Паланка
- Бачка зонаː 2012/13.[11]

Хајдук Чуруг
- ПФЛ Нови Садː 2015/16.[б]

Пролетер Нови Сад
- Прва лига Србијеː 2017/18.[20]